# Sarah Connor
Sarah Terenzi (døbt Sarah Marianne Corina Lewe, født 13. juni 1980 i Hamborg, Tyskland) bedre kendt under sit kunstnernavn Sarah Connor, er en tysk sanger, sangskriver og tv-personlighed. Hun debuterede i 2001 under vejledning af kunstneren og manageren George Glueck. Efter succesen på det europæiske fastland med singlen "From Sarah with Love" og hendes R&B-orienterede debutalbum Green Eyed Soul (2001), har hun i dag markeret sig som den mest succesfulde tyske popsanger i 2000'erne med over 15 millioner solgte album på verdensplan. Hendes seneste album, Real Love, blev udgivet i oktober 2010, midt under hendes engagement som dommer på det tyske reality tv-show X Factor. 
Hun har fire børn, to drenge og to piger. 

## Diskografi

### Studiealbum
- Green Eyed Soul (2001)
- Unbelievable (2002)
- Key to My Soul (2003)
- Naughty but Nice (2005)
- Christmas in My Heart (2005)
- Soulicious (2007)
- Sexy as Hell (2008)
- Real Love (2010)
- Muttersprache (2015)
- Herz Kaft Werke (2019)
- Not So Silent Night (2022)
- Freigeistin (2025)